# Мистер Олимпия 1987
Мистер Олимпия 1987 — самое значимое международное соревнование по культуризму, проводимое под эгидой Международной федерации бодибилдинга (англ. International Federation of Bodybuilding, IFBB). Призовой фонд соревнований составил 113 тыс. долларов. Соревнования проходили в Гётеборге, Швеция. Это был двадцать третий по счету турнир «Мистер Олимпия». Свой четвертый титул завоевал Ли Хейни получив 55 000 долларов (США).

## Таблица
Место Участник Страна Награда
- 1 Ли Хейни США 55 000
- 2	Рич Гаспари	7	США	25 000
- 3	Ли Лабрада	9	США	14 000
- 4	Майк Кристиан	16	США	9 000
- 5	Робби Робинсон	3	США	6 000
- 6	Берри ДеМей	8	Голландия	4 000
- 7	Альберт Беклес	4	Англия
- 8	Эдуардо Кавак	10	Ливан
- 9	Рон Лав	15	США
- 10	Майк Эшли	2	США
- 11	Джон Хнатищак	14	США
- 12	Бертил Фокс	6	Англия
- 13	Петер Хенсел	18	Германия
- 14	Жан-Поль Гильом	13	США
- 15	Иозеф Гролмус	17	Германия
- 16	Ульф Ларсон	11	Швеция
- 17	Герман Хоффенд	1	Германия
- 18	Стив Бризбоу	12	Канада